# 泰萊斯福爾·布拉祺多·托波
泰萊斯福爾·布拉祺多·托波（羅馬化：Telesphore Placidus Toppo；1939年10月15日—2023年10月4日）是天主教印度籍司鐸級樞機及蘭契總教區總主教。

## 生平
托波於1939年10月15日在英屬印度比哈爾邦Chainpur村出生。之後，他在蘭契聖安多尼神學院接受教育及進入羅馬宗座傳信大學修讀神學。他於1969年5月3日晉鐸。他更在賈坎德邦的聖若瑟中學出任校長及利芬斯職業中心主任。
他於1978年10月7日首牧，並獲教宗若望保祿二世任命為杜姆加教區主教。他於1984年改任為蘭契總教區助理總主教。1985年，他獲任命為同一總教區之正權總主教。
教宗本篤十六世於2003年10月21日將他擢升為司鐸級樞機。他於2003年至2005年出任印度拉丁禮主教團主席並於2004年1月12日至2008年2月19日期間出任印度主教團主席。

## 言論

### 聖體聖事和傳教工作
托波在加拿大魁北克的聖體大會上就聖體聖事和使命工作發表講話。

### 教宗於2016年擢升樞機
對於教宗方濟各擢升樞機，托波認為梵蒂岡將視線放在亞洲是因為教會在這個偌大地區的發展。他表示：「全球三分二的人口居住在亞洲。教會不能忽視這個事實。」

## 牧徽

泰萊斯福爾·布拉祺多·托波樞機牧徽